# Casearia guianensis
Casearia guianensis là một loài thực vật có hoa trong họ Liễu. Loài này được (Aubl.) Urb. mô tả khoa học đầu tiên năm 1902.